# 16135 Ivarsson
A 16135 Ivarsson (ideiglenes jelöléssel 1999 XY104) a Naprendszer kisbolygóövében található aszteroida. Charles W. Juels fedezte fel 1999. december 9-én.